# Aimeric de Sarlat
Aimeric de Sarlat (fl. 1200 circa) è stato un trovatore e giullare francese originario di Sarlat nel Périgord.

## Biografia
Secondo quanto viene riferito nella sua vida, egli per talento s'innalzò dal rango di giullare a quello di trovatore, ma compose solo una canzone, sebbene sotto il suo nome restino quattro cansos. 
Il solo argomento che pervade la sua opera superstite riguarda l'amor cortese. Fu anche un meritevole imitatore del grande Bernart de Ventadorn. Una quinta canso, "Fins e leials e senes tot engan", attribuita nei canzonieri ad Aimeric de Belenoi, è stata assegnata dagli studiosi moderni ad Aimeric de Sarlat. In parte ciò è dovuto al fatto che la composizione viene dedicata ad Elvira de Subirats, moglie di Ermengol VIII di Urgell, a cui Aimeric de Sarlat dedicò la sua "Ja non creirai q'afanz ni cossiriers". Un esempio di poesia di Aimeric:
de vos dire zo don lo cor languis ...»
Aimeric era probabilmente sotto la protezione di Guglielmo VIII di Montpellier. Una delle sue opere può aver dato ispirazione a Dionigi del Portogallo nel comporre un poema in portoghese.